# Birkhall
Birkhall er et kongeligt gods sydvest for Ballater ved floden Dee i Aberdeenshire i Skotland. Jordtilliggenderne er 210 km². Siden 2002 har det været privat residens for Charles, prins af Wales.
Gordon-slægten solgte det til Prins Albert af Sachsen-Coburg og Gotha. Senere blev det residens for dronningemoderen Elizabeth Bowes-Lyon, som benyttede Birkhall til sin død i 2002.